# Federació Malgaixa de Futbol
La Federació Malgaixa de Futbol (francès: Fédération Malagasy de Football; FMF) és la institució que regeix el futbol a Madagascar. Agrupa tots els clubs de futbol del país i es fa càrrec de l'organització de la Lliga malgaixa de futbol i la Copa. També és titular de la Selecció de futbol de Madagascar absoluta i les de les altres categories.
Va ser fundada el 1961.
- Afiliació a la FIFA: 1964
- Afiliació a la CAF: 1963